# Uchodźca

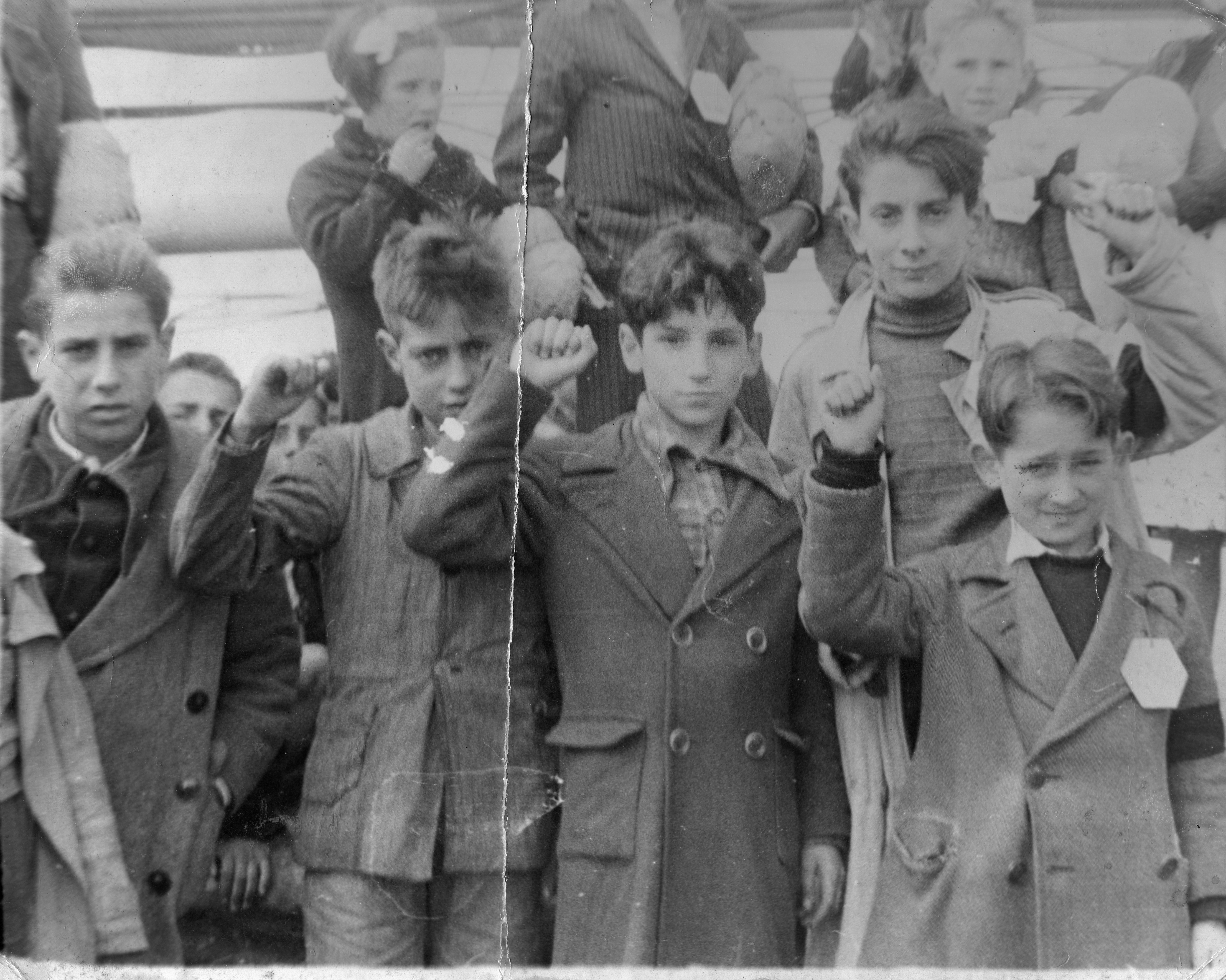
Dzieci przygotowują się do ewakuacji z Hiszpanii podczas hiszpańskiej wojny domowej pomiędzy 1936 a 1939 rokiem

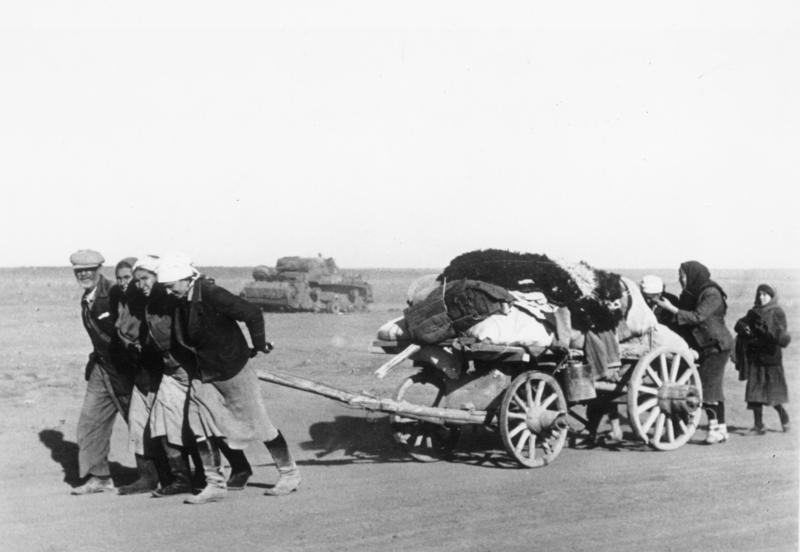
Rosyjscy uchodźcy w pobliżu Stalingradu, październik 1942 roku

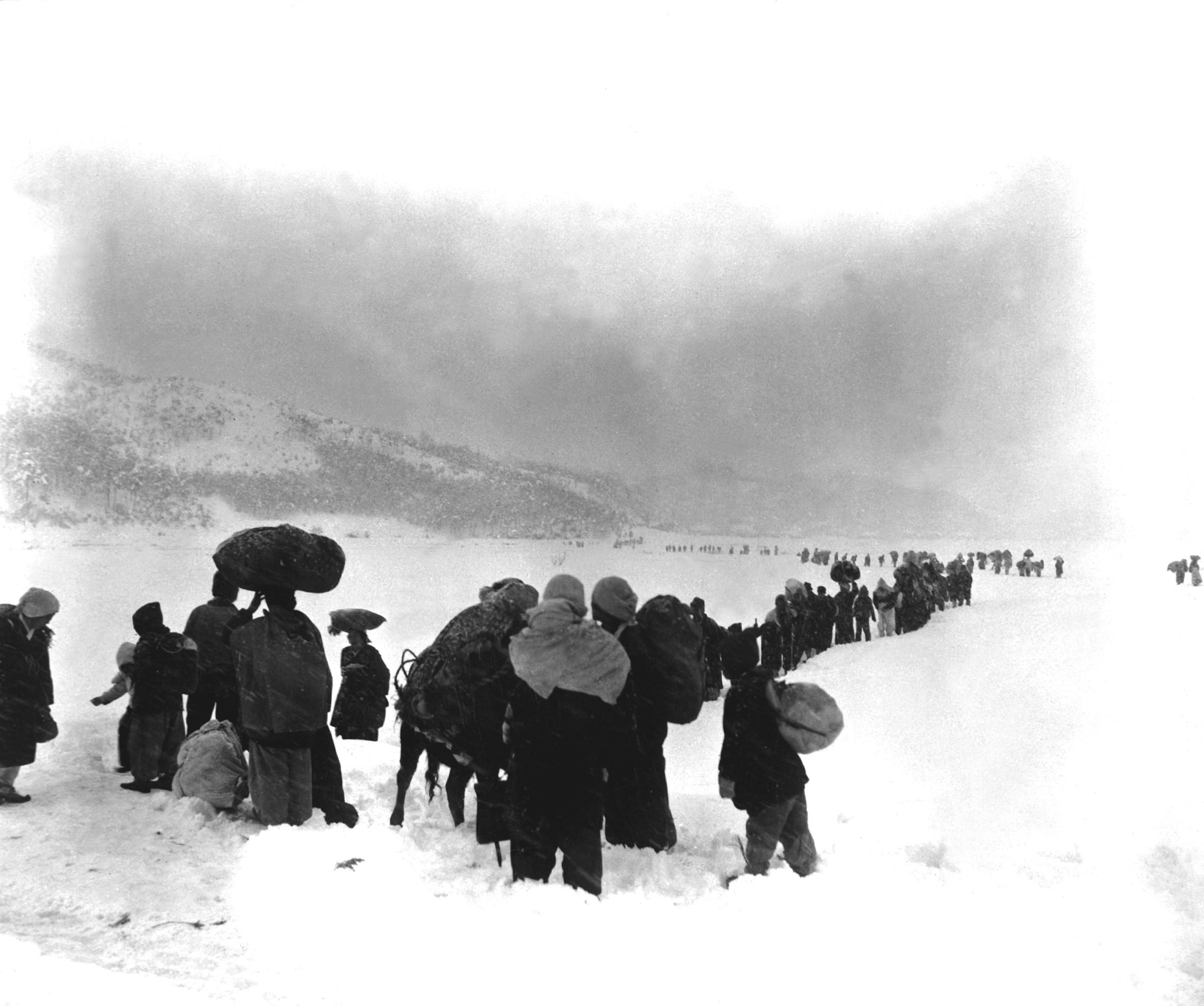
Południowokoreańscy uchodźcy podczas marszu w śniegu w pobliżu Kangnŭngu, 8 stycznia 1951 roku

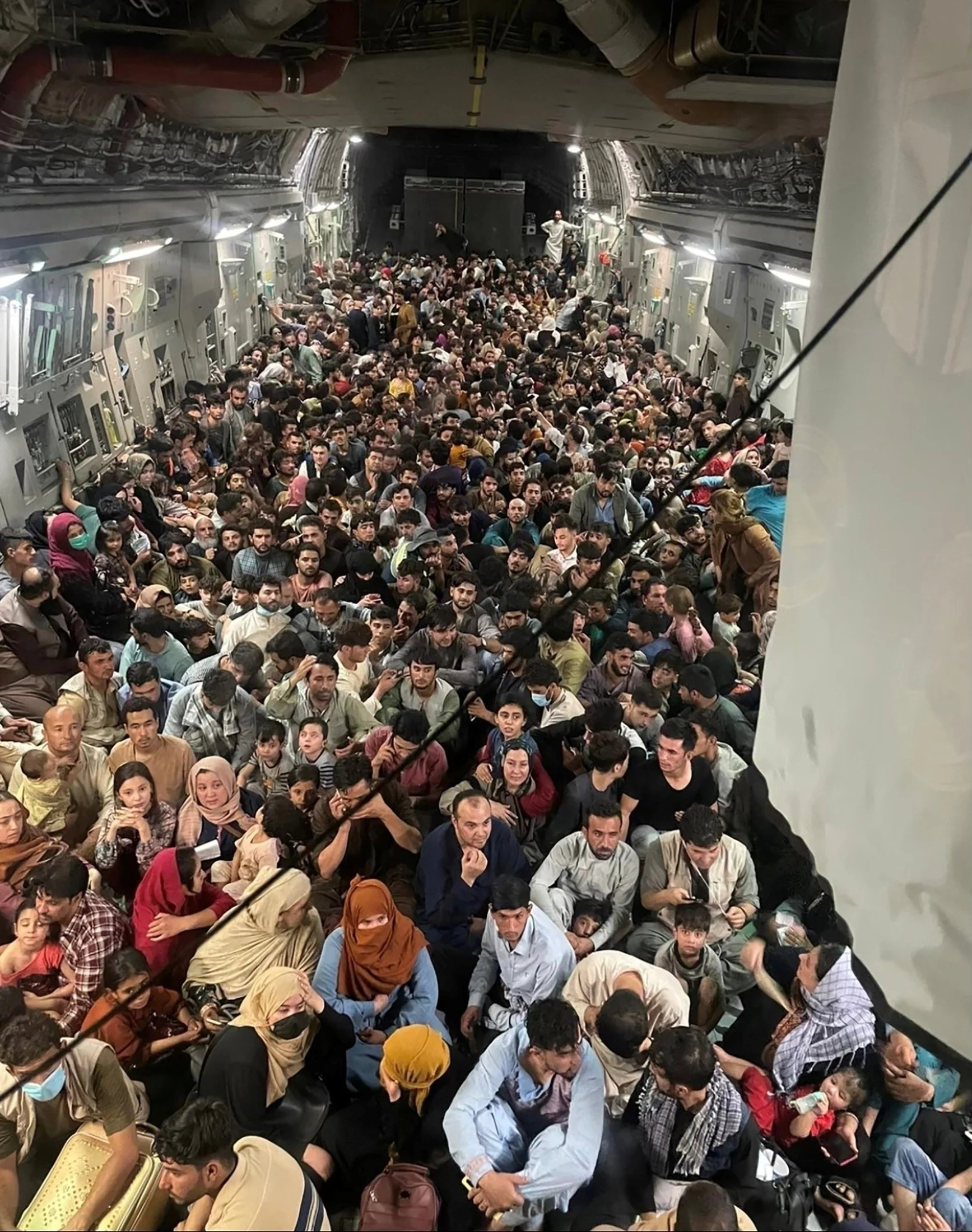
Afgańscy uchodźcy ewakuowani boeingiem C-17 z Kabulu (2021)

Uchodźca (ang. refugee, ros. беженец, bieżeniec) – osoba, która musiała opuścić teren, na którym mieszkała, ze względu na różnego typu prześladowania. Wynikające z tego zagrożenie życia, zdrowia bądź wolności jest najczęściej związane z walkami zbrojnymi bądź z działaniami opresyjnymi z powodu religii, pochodzenia lub przekonań politycznych.

## Definicja
W prawie międzynarodowym pojęcie uchodźcy definiowane jest przez Konwencję Dotyczącą Statusu Uchodźców z 1951 roku (znana też jako Konwencja Genewska z 1951) zmienioną następnie Protokołem nowojorskim z 1967 roku. Dokumenty te definiują, iż uchodźcą jest osoba, która przebywa poza krajem swego pochodzenia i posiada uzasadnioną obawę przed prześladowaniem w tym kraju ze względu na rasę, religię, narodowość, poglądy polityczne lub przynależność do określonej grupy społecznej.
Podstawą ochrony uchodźczej jest instytucja statusu uchodźcy, stworzona przez Konwencję w 1951 roku. Najważniejszą zasadą tej ochrony jest zasada niezawracania, czyli tzw. zasada non-refoulement wyrażona w art. 33 Konwencji. Art. 33 konwencji stanowi: „Żadne Umawiające się Państwo nie wydali lub nie zawróci w żaden sposób uchodźcy do granicy terytoriów, gdzie jego życiu lub wolności zagrażałoby niebezpieczeństwo ze względu na jego rasę, religię, obywatelstwo, przynależność do określonej grupy społecznej lub przekonania polityczne.”
Aby uzyskać status, nie trzeba zawsze udowadniać, iż było się prześladowanym przed opuszczeniem swojego kraju. Obawa może się dopiero pojawić podczas pobytu zagranicznego. Cudzoziemiec musi udowodnić, iż jego strach wiąże się z prawdopodobieństwem prześladowania, to znaczy, iż w kraju pochodzenia znajdzie się w położeniu, które wywoła prześladowanie. Za prześladowanie rozumie się szkodę lub krzywdę wyrządzaną przez państwo lub jego organy, lub brak ochrony ze strony państwa przed prześladowaniem ze strony innych osób. Szkoda musi być poważna i naruszać podstawowe prawa człowieka.
Cudzoziemcy nie mogą uzyskać ochrony w postaci statusu uchodźcy, gdy:
- Podlegają wyłączeniom z mocy Konwencji Genewskiej, czyli: popełnili zbrodnię przeciwko pokojowi lub ludzkości, poważne przestępstwo o charakterze niepolitycznym przed przybyciem do Polski lub inne akty sprzeczne z zasadami i celami Narodów, a także gdy stanowią zagrożenie dla bezpieczeństwa państwa polskiego;
- Status uchodźcy został im już nadany w innym kraju.

Akty prawne dotyczące cudzoziemców poszukujących ochrony:
- Konwencja Genewska z 1951 roku i Protokół Nowojorski z 1967. Konwencja jest dokumentem o podstawowym znaczeniu dla ustalenia statusu cudzoziemców poszukujących ochrony i określa prawa uchodźców.

Inne istotne akty prawne to:
- Europejska Konwencja Praw Człowieka i Podstawowych Wolności. Protokół Czwarty w art. 4 zabrania zbiorowego wydalania cudzoziemców. Według art. 1 Protokołu Siódmego cudzoziemiec legalnie przebywający na terytorium jakiegokolwiek państwa może być zeń wydalony tylko w wyniku decyzji podjętej zgodnie z ustawą i o ile ma możliwość przedstawienia racji przeciwko wydaleniu, rozpatrzenia jego sprawy oraz bycia reprezentowanym dla tych celów przed właściwym organem. Dopuszczalne są wyjątki z uwagi na porządek publiczny lub uzasadnione względami bezpieczeństwa państwowego.
- Konwencja o prawach dziecka w art. 22;
- Ustawa o udzielaniu cudzoziemcom ochrony na terytorium RP[6] i Ustawa o cudzoziemcach[7];
- Dyrektywa Rady ustanawiająca minimalne normy dotyczące kwalifikowania i statusu obywateli państw trzecich lub bezpaństwowców jako uchodźców lub osób, które wymagają ochrony międzynarodowej i określająca zakres przyznanej ochrony[8];
- Dyrektywa Rady dotycząca minimalnych standardów postępowania w procedurze o nadanie i odebranie statusu uchodźcy w krajach członkowskich[9].

Za ochronę uchodźców odpowiada specjalna agenda ONZ – Biuro Wysokiego Komisarza Narodów Zjednoczonych ds. Uchodźców (UNHCR).
Obowiązek udzielania ochrony uchodźcom spoczywa na państwach przyjmujących (państwach – stronach Konwencji Genewskiej z 1951 roku lub Protokołu nowojorskiego z 1967 roku).